# 庫克倫市鎮
42°01′59″N 24°46′59″E / 42.033°N 24.783°E

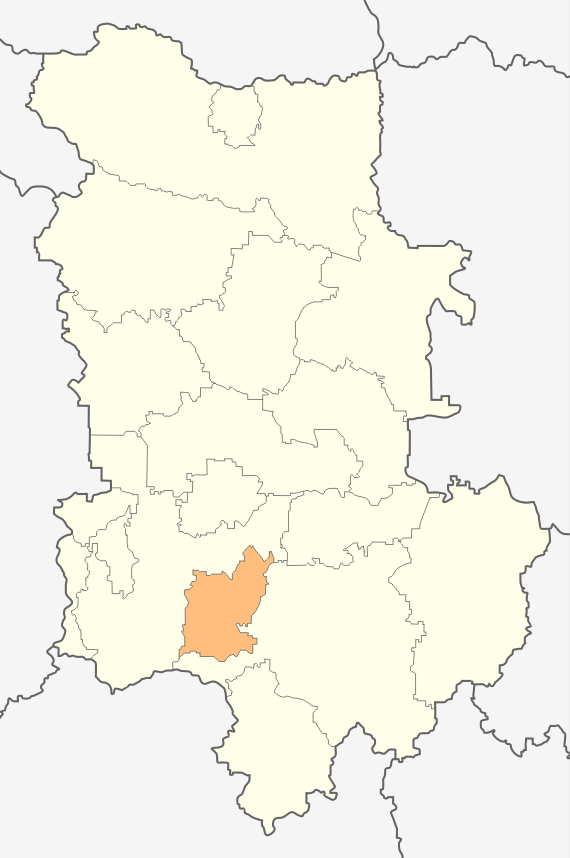

庫克倫市，是保加利亞的城鎮，位於該國中部，由普羅夫迪夫州負責管轄，首府設於庫克倫，面積148.38平方公里，人口6,612，人口密度每平方公里44.6人。